# 拉布河谷旁古滕贝格
拉布河谷旁古滕贝格是奥地利施蒂利亚州魏茨县的一个市镇。总面积14.56平方公里，总人口1243人，人口密度85.4人/平方公里（2005年）。